# Eressoxesta furcovalvata
Eressoxesta furcovalvata is een vlinder van de familie Dryadaulidae. De wetenschappelijke naam van deze soort is voor het eerst voorgesteld door Wolfram Mey in een publicatie uit 2019.
De soort komt voor in Zuid-Afrika.